# 八重奏曲 (シューベルト)
八重奏曲 ヘ長調 D803は、フランツ・シューベルトが1824年3月に作曲した作品。当時の著名なクラリネット奏者フェルディナント・トロイヤー伯爵の委嘱に応じて着手された。弦楽四重奏曲《ロザムンデ》や《死と乙女》と同時期の作品で、シューベルトの円熟期を代表する傑作の1つである。反面、これらが短調を採り、哀調や悲愴感を称えているのに対して、長調の《八重奏曲》はシューベルトの明るく暖かくて柔和な一面を表している。

## 構成
以下の6つの楽章から成り、演奏に1時間ほどを要する。楽章数の多さや所要時間からすると、室内楽というよりはセレナーデやディヴェルティメントとの結びつきが強い。
1. アダージョ～アレグロ～ピウ・アレグロ Adagio – Allegro – Più allegro
2. アダージョ Adagio
3. アレグロ・ヴィヴァーチェ～トリオ～アレグロ・ヴィヴァーチェ Allegro vivace – Trio – Allegro vivace
4. 「アンダンテと変奏」（ウン・ポコ・ピウ・モッソー～ピウ・レント） Andante – Variations: Un poco più mosso – Più lento
5. 「メヌエット」（アレグレット～トリオ～アレグレット～コーダ） Menuetto. Allegretto – Trio – Allegretto – Coda
6. アンダンテ・モルト～アレグロ～アンダンテ・モルト～アレグロ・モルト Andante molto – Allegro – Andante molto – Allegro molto

本作はシューベルトの室内楽の中では楽器編成が最も大きく、クラリネット1、ファゴット1、ホルン1、ヴァイオリン2、ヴィオラ1、チェロ1、コントラバス1が起用されている。第3楽章と第5楽章のメヌエットの順番が入れ替わり、第6楽章の提示部反復がない点はあるものの、ベートーヴェンの《七重奏曲》作品20をモデルにしたことは間違いなく、そこに第2ヴァイオリンを付け加えたものと考えられる。初演でイグナーツ・シュパンツィヒが担当した第1ヴァイオリンには高度な技巧が要求される。
第1楽章の主題は自作の歌曲《さすらい人》から派生している。第4楽章の主題には自作のジングシュピール『サラマンカの友人たち（Die Freunde von Salamanka）』第2幕の、ラウラとディエゴの愛の二重唱（"Gelagert unter'm hellen Dach der Bäume"）のメロディが使われている。

## 「大交響曲」
本作が作曲された頃の1824年に、シューベルトは友人達に、新作の「大交響曲」に取り組んでいると告げている。現存する限りで当時のシューベルトの作品に、「交響曲」と呼びうる妥当な作品は見当たらないことから、本作や《グラン・デュオ ハ長調》D812こそが、1824年にシューベルトが「大交響曲」と呼んだ作品であり、その別稿だったのかもしれないと推測された。《八重奏曲》も《グラン・デュオ》もそれ自体としては「完成」されているものの、どちらも類がないほど「シンフォニックな」性格である。シューベルトは交響楽として作曲したのではなかったが、かなり早い段階で交響楽としてのスケッチを放棄したのではなかったかとも想定された。事実かつては、この次の交響曲（いわゆる「未完成交響曲」）を多くの研究者が「第8番」と数え、1824年の交響曲（時に「グムンデン・ガスタイン交響曲」とも呼ばれている）の総譜の発見に希望を寄せていたのである。
この番号付けは、曲としては完成されていながら、部分的にしかオーケストレーションがなされなかった《交響曲ホ長調》D729を排除したものである（なお、ウィキペディア日本語版では国際シューベルト協会に倣い、《未完成交響曲》を「第7」、《大ハ長調交響曲》を「第8」としている）。
現在では、シューベルトが言及していたのは《大ハ長調交響曲》についてであることが分かっている。シューベルトは、1824年3月31日に友人レオポルト・クペルヴァイザーに宛てた手紙の中で、「既に《八重奏曲》を完成させており」「同じような流儀で大交響曲に向かって歩き出すつもりだ」ときっぱりと言い切っているからである。つまりこの発言は、この2作品が「壮大な」発想によっているという点を除けば、互いに関係ないということを言い切っているように見受けられる。